# Świdrowiec
Świdrowiec (Trypanosoma) – rodzaj pasożytniczych pierwotniaków należących do rodziny świdrowców (Trypanosomatidae), będących pasożytami bezwzględnymi zwierząt kręgowych, w tym człowieka.
Dojrzałe postacie zwane trypomastigota pasożytują w krwi zwierząt kręgowych i człowieka. Wektorem przenoszącym oraz drugim żywicielem są różne gatunki much, kleszczy. U ryb i płazów świdrowce są przenoszone przez pijawki.  Jedynym wyjątkiem jest Trypanosoma equiperdum, która nie posiada drugiego żywiciela.
Na podstawie różnic w przebiegu cyklu rozwojowym świdrowce dzielą się na grupy Salivaria i Stercoraria.
Trypanosomy występują jako pasożyty ssaków oraz wielu gatunków ryb morskich i słodkowodnych, a także płazów, gadów i ptaków. Trypanosomy dzielimy na następujące podrodzaje:
- Grupa Stercoraria
  - Herpetosoma
  - Megatrypanum
  - Schizotrypanum

- Grupa Salivaria
  - Duttonella
  - Nannomonas
  - Pycnomonas
  - Trypanozoon

w których występują poniższe gatunki:
- Trypanosoma acanthobramae[1][4] – występuje u Acanthobrama marmid
- Trypanosoma acerinae – występuje u jazgarza (Gymnocephalus cernua)
- Trypanosoma acomys[5]
- Trypanosoma advieri[6] - Floch, 1941 – występuje u czepiaka czarnego (Ateles paniscus)
- Trypanosoma alhussaini[7][8] – występuje u suma afrykańskiego (Clarias gariepinus)
- Trypanosoma aligaricus[1] – występuje u Channa punctatus[9]
- Trypanosoma anabasi Mandal, 1975[1]
- Trypanosoma anguiformis[10] – występuje u ptaka nektarnika oliwkowego (Cyanomitra olivacea)[10]
- Trypanosoma anolisi
- Trypanosoma aori[1] – występuje u Mystus aor
- Trypanosoma arabica[11][4] – występuje u Silurus triostegus
- Trypanosoma aristichthysi[12] – występuje u tołpygi pstrej (Aristichthys nobilis)
- Trypanosoma armeti Mandal, 1975[1] – występuje u Mastacembelus armatus
- Trypanosoma artii Gupta et al., 2002[1]
- Trypanosoma attii Gupta i Jairajpuri, 1982[1]
- Trypanosoma aurangabadensis Wahul, 1987[1]
- Trypanosoma avium – występuje u zięby (Fringilla coelebs)[13]
- Trypanosoma bagri[8]
- Trypanosoma bagroides Gupta & Gupta, 1996[1]
- Trypanosoma baigulensis Pandey i Pandey, 1974[1][14]
- Trypanosoma barbi Gupta et al., 1987[1]
- Trypanosoma bareilliana Gupta et al., 1987[1] – występuje u Channa punctatus i Heteropneustes fossilis[9]
- Trypanosoma basrensis[11][4] – występuje u Aspius vorax
- Trypanosoma batai  Joshi, 1978[1]
- Trypanosoma batrachi Qadri, 1962[1][14] – występuje u Clarias batrachus
- Trypanosoma bengalensis Mandal, 1979[1]
- Trypanosoma bennetti[15]
- Trypanosoma binneyi[16] – występuje u dziobaka (Ornithorhynchus anatinus)
- Trypanosoma blanchardi[17] – występuje u żołędnicy europejskiej (Eliomys quercinus)[17] i u Eliomys lusitanicus[5]
- Trypanosoma boissoni
- Trypanosoma brucei świdrowiec nagany – powoduje chorobę Nagana u bydła, owiec, kóz, małych przeżuwaczy, zebr, słoni
- Trypanosoma britskii Lopes i inni, 1991[1] – występuje u Loricaria lentiginosa
- Trypanosoma calmettei[10] Mathis & Léger, 1909
- Trypanosoma cancili Mandal, 1978[1]
- Trypanosoma carasobarbi Al- Salim, 1985[11] – występuje u Barbus luteus
- Trypanosoma carassi – występuje u karasia i innych ryb słodkowodnych
- Trypanosoma cataractae Putz, 1972[8]
- Trypanosoma catostomi Daly i Degiusti, 1971[8][18] – występuje u Catostomus commersoni
- Trypanosoma cebus[6] Floch & Abonnene, 1949 – występuje u  Cebus flavus[6]
- Trypanosoma cervi[19] – występuje u łosi i jeleni
- Trypanosoma channai[1][20] – występuje u Channa punctata z rodziny ryb żmijogłowowatych
- Trypanosoma chattoni[21] – występuje u żab Rana pipiens
- Trypanosoma chelodinae[22] – występuje u żółwi
- Trypanosoma choudhuryi Mandal, 1976[1] – występuje u Tilapia mossambica jako pasożyt monomorficzny[23]
- Trypanosoma clariae Montel, 1905[1] – występuje u ryb z rodziny długowąsowatych takich jak Clarias macrocephalus[20]
- Trypanosoma cobitis[24] – występuje u śliza pospolitego (Noemacheilus barbatulus)[13]
- Trypanosoma colisi Gupta, 1986[1]
- Trypanosoma congolense – powoduje chorobę Nagana u antylop i hien.
- Trypanosoma conorhini[21] – jest przenoszona poprzez Triatoma rubrofasciata
- Trypanosoma corlissi Hoffman i inni, 1975[23] – występuje u gupika (Poecilia reticulates)[23]
- Trypanosoma corvi[25]
- Trypanosoma crocidurae Brumpt, 1923[26]
- Trypanosoma cruzi (świdrowiec amerykański) – powoduje chorobę Chagasa
- Trypanosoma cyanophilum Mohamed, 1978[8] – występuje u Chandramara rueppelli
- Trypanosoma cyclops[13] – występuje u małp z rodzaju Macaca[13]
- Trypanosoma danielewskyi[12] – występuje u karpia i sazana
- Trypanosoma devei[27]
- Trypanosoma diasi[27] Deane & Martins, 1952 – występuje u kapucynki czubatej (Cebus apella)[6]
- Trypanosoma dionisii[21] – występuje u nietoperza karlika malutkiego (Pipistrellus pipistrellus)[13]
- Trypanosoma dubiae
- Trypanosoma elongatus Ray Chaudhuri i Misra, 1973[1] – występuje u Channa punctatus
- Trypanosoma equinum – powoduje chorobę Mal de caderas
- Trypanosoma equiperdum świdrowiec koński – powoduje u koni zarazę stadniczą
- Trypanosoma evansi świdrowiec Evansa – powoduje u koni, koniowatych, wielbłądów, bydła chorobę surra.
- Trypanosoma everetti[15]
- Trypanosoma evotomys[28] – występuje u nornicy rudej (Clethrionomys glareolus)[17]
- Trypanosoma fairchildi
- Trypanosoma fallisi[21]
- Trypanosoma froesi Lima, 1976[1][8] występuje u Mugil brasilensis
- Trypanosoma gachuii Misra i inni, 1973[1] – występuje u Ophiocephalus gachua
- Trypanosoma gallinarum[15]
- Trypanosoma gambiense (w piśmiennictwie angielskim i amerykańskim występuje jako Trypanosoma brucei gambiense) – świdrowiec gambijski powodujący u ludzi śpiączkę afrykańską.
- Trypanosoma garrae[11] – występuje u Garra rufa
- Trypanosoma gobida Mandal, 1984[1]
- Trypanosoma godavariensis Saratchandra i Jayaramarajan, 1981[1] – występuje u Channa punctatus
- Trypanosoma godfreyi
- Trypanosoma granulosum[29] – występuje u węgorza europejskiego (Anguilla anguilla)
- Trypanosoma grayi – występuje u krokodyla nilowego (Crocodylus niloticus)
- Trypanosoma grosi[28][17] – występuje u myszy zaroślowej (Apodemus sylvaticus), myszy polnej (Apodemus agrarius), Apodemus peninsulae, Apodemus speciosus[17]
- Trypanosoma heteropneusti[1][9] – występuje u Heteropneustes fossilis
- Trypanosoma hippicum – powoduje chorobę Murrina
- Trypanosoma ingens
- Trypanosoma immanis Froes i inni, 1978[8] – występuje u Loricariichthys anus
- Trypanosoma iowensis[5] – występuje u Citellus tridecemlineatus[5]
- Trypanosoma irwini[16] – u koala (Phascolarctos cinereus)
- Trypanosoma joshii Wahul, 1986[1]
- Trypanosoma karelensis Gupta i inni, 2000[1]  – występuje u Heteropneustes fossilis[9]
- Trypanosoma kargenensis Gupta & Gupta, 1994[1]
- Trypanosoma lambrechti[27]
- Trypanosoma legeri
- Trypanosoma leeuwenhoeki
- Trypanosoma lewisi – świdrowiec szczurzy, niepatogenny.
- Trypanosoma magdulenae Grogl i inni, 1980[1] – występuje u Petenia krausii
- Trypanosoma maguri Tandon & Joshi, 1973[1][14]
- Trypanosoma mandali Wahul, 1986[1]
- Trypanosoma mansouri[23] – występuje w osoczu krwi ryb Chrysichthys auratus i Chrysichthys reuppelli jako gatunek polimorficzny[23]
- Trypanosoma marathwadensis Wahul, 1986[1]
- Trypanosoma mastacembeli Wahul, 1987[1]
- Trypanosoma mega
- Trypanosoma melophagium – niepatogenny pasożyt owiec.
- Trypanosoma mesnilbrimontii Deane, 1961[6] – występuje u leniwca dwupalczastego (Choloepus didactylus)
- Trypanosoma microti – występuje u nornika burego (Microtus agrestis)[5]
- Trypanosoma minasense[27] – występuje u małp z rodzaju Saimiri należącego do rodziny płaksowatych[27]
- Trypanosoma monomorpha Gupta i Jairajpuri, 1985[1]
- Trypanosoma mrigali Joshi, 1976[1]
- Trypanosoma mukasai Hoare, 1932[1]
- Trypanosoma mukundi Ray Chaudhuri i Misra, 1973[1]
- Trypanosoma murmanense[1]
- Trypanosoma murtii Wahul, 1987[1]
- Trypanosoma musculi
- Trypanosoma mycetae[27] Brumpt, 1913 – występuje u Alouatta seniculis[6]
- Trypanosoma myrmecophague Floch & Abonnene, 1948[6] – występuje u mrówkojada wielkiego (Myrmecophaga tridactyla)
- Trypanosoma mystuii[11] – występuje u Mystus pelusius
- Trypanosoma nabiasi[28][17] – występuje u królika europejskiego (Oryctolagus cuniculus)
- Trypanosoma nandi Mukherjee i Haldar, 1982[1]
- Trypanosoma neinevana Fattohy, 1978[1] – występuje u Barbus grypus
- Trypanosoma neotomae[5] – występuje u Neotoma fuscipes annectens[5]
- Trypanosoma notopteri Gupta & Jairajpuri, 1985[1]
- Trypanosoma numidae[15]
- Trypanosoma ophiocephali Pearse, 1933[9][30] – występuje u Channa punctatus, Heteropneustes fossilis, Ophiocephalus argus, Odontobutis obscura
- Trypanosoma ornata Karbowiak i inni, 2005[26] – występuje u rzęsiorka rzeczka (Neomys fodiens)
- Trypanosoma otospermophili[17] – występuje u susła Richardsona (Spermophilus richardsonii) i Spermophilus columbianus
- Trypanosoma pancali Mandal, 1975[1]
- Trypanosoma parastromataei Narasimhamurti i inni, 1990[1]
- Trypanosoma peba[31] – występuje u Euphractus sexcinctus setosus
- Trypanosoma percae[32] – u okonia (Perca fluviatilis)
- Trypanosoma pestanai[28] – występuje u borsuka (Meles meles)
- Trypanosoma pipientis[33] – występuje u żab Rana pipiens
- Trypanosoma piscidium Gupta et al., 2003[1]
- Trypanosoma pleuronectidium[21]
- Trypanosoma poinsetti[34] – występuje u Sceloporus poinsetti
- Trypanosoma polygranularis[10]
- Trypanosoma preguici Shaw, 1969[6] – występuje u Choloepus hoffmani
- Trypanosoma primatum[5] – występuje u koczkodana białowargiego (Cercopithecus cephus)[5]
- Trypanosoma prowazecki[27]
- Trypanosoma punctati Hasan & Qasim, 1962[1][9] – występuje u Channa punctatus i Heteropneustes fossilis
- Trypanosoma puntii Wahul, 1986[1]
- Trypanosoma purensis Wahul, 1986[1]
- Trypanosoma pyriformis[23]
- Trypanosoma qadrii Narasimhamurti i Saratchandra, 1980[1][20]
- Trypanosoma rabinowitschae[17] – występuje u chomika europejskiego (Cricetus cricetus)[17]
- Trypanosoma rajae – występuje u płaszczek
- Trypanosoma ranarum[33] – występuje u żab Rana pipiens
- Trypanosoma rangeli – niepatogenny pasożyt zwierząt w tym człowieka, występuje u małp z rodzaju Saimiri należącego do rodziny płaksowatych[27]
- Trypanosoma rayi Wahul, 1986[1]
- Trypanosoma rhodesiense  (w piśmiennictwie angielskim i amerykańskim występuje jako Trypanosoma brucei rhodesiense) – świdrowiec rodezyjski powoduje u ludzi śpiączkę afrykańską.
- Trypanosoma ritae Gupta & Yadav, 1989[1]
- Trypanosoma rohilkhandae Gupta i Saraswat, 1991[1]
- Trypanosoma rotatorium[33] – występuje u żab Rana pipiens
- Trypanosoma rupicola Joshi, 1983[1]
- Trypanosoma saccobranchi[1][14] – występuje u Heteropneustes fossilis[9]
- Trypanosoma saimiri[27] Rodhain, 1941[6] – występuje u małp z rodzaju Saimiri należącego do rodziny płaksowatych[27]
- Trypanosoma salihi[11] – występuje u Glyptothorax cous
- Trypanosoma satakei Nuti i inni, 1987[1] – występuje u Rhamdia quelen
- Trypanosoma saulii[1][9] – występuje u Channa punctatus
- Trypanosoma seenghali Joshi, 1976[1]
- Trypanosoma scelopori[21]
- Trypanosoma schulmani
- Trypanosoma sigmodoni[5] – występuje u Sigmodon hispidus littoralis[5]
- Trypanosoma simiae
- Trypanosoma singhii Gupta i Jairajpuri, 1981[1] – występuje u Heteropneustes fossilis[9]
- Trypanosoma siniperca Chang 1964[35]
- Trypanosoma stigmai Joshi, 1978[1]
- Trypanosoma striati Qadri, 1955[1][9] – występuje u Channa punctatus i Heteropneustes fossilis
- Trypanosoma suis
- Trypanosoma synodonti[8]
- Trypanosoma tandoni Mandal, 1980[1]
- Trypanosoma talpae Nabarro, 1907[26] – występuje u kreta europejskiego (Talpa europaea)
- Trypanosoma theileri – niepatogenny pasożyt bydła
- Trypanosoma therezieni[2]
- Trypanosoma thylacis[16] – występuje u  jamaraja północnego (Isoodon macrourus) z rodzaju Isoodon
- Trypanosoma ticti Gupta i inni, 1998[1]
- Trypanosoma tincae – występuje u lina
- Trypanosoma tobeyi Dias, 1952[8] – występuje u ryb z rodziny długowąsowatych takich jak Clarias angolensis[20]
- Trypanosoma toddi Bouet, 1909[8]
- Trypanosoma trichogasteri Gupta i Jairajpuri, 1981[1][28] – występuje u Trichogaster fasciata
- Trypanosoma triglae
- Trypanosoma uniforme – powoduje chorobę Nagana
- Trypanosoma urosauri[34] – występuje u Urosaurus graciosus z rodziny frynosomowatych
- Trypanosoma varani[21] – występuje u warana stepowego (Varanus exanthematicus)[13]
- Trypanosoma venezuelense – powoduje chorobę Peste boba
- Trypanosoma vespertilionis[21] – występuje u nietoperza karlika malutkiego (Pipistrellus pipistrellus)[13]
- Trypanosoma vittati Tandon i Joshi, 1973[1]
- Trypanosoma vivax – powoduje chorobę Nagana
- Trypanosoma winchesiense Quadri, 1962[8]
- Trypanosoma xenentodoni Das i inni, 1986[1]
- Trypanosoma zapi[5] – występuje u Zapus princeps alleni[5]

Oprócz wyżej wymienionych gatunków istnieje grupa trypanosom ptasich, która jest słabo opisana i udokumentowana, a ich status to nomina dubia. Należą tutaj następujące gatunki:
- Trypanosoma laverani (Novy & MacNeal, 1905)
- Trypanosoma calmettei (Mathis & Léger, 1909)
- Trypanosoma caprimulgi minus (Kerandel, 1913)
- Trypanosoma lagonostictae (Marullaz, 1914)
- Trypanosoma cristatae (Schwetz, 1931)
- Trypanosoma ixobrychi (de Mello, 1935)
- Trypanosoma turdoides (de Mello, 1935)
- Trypanosoma lobivanelli (de Mello, 1937)
- Trypanosoma oenae (Sergent, 1941)
- Trypanosoma fiadeiroi (Tendeiro, 1947)

Oprócz systematyki tradycyjnej inny podział rodzaju Trypanosoma wprowadza kladystyka. Wyróżniane są tutaj następujące klady:
- Trypanosoma cruzi klad – składający się z następujących gatunków[24]:
  - T. cruzi
  - T. dionisii
  - T. rangeli 
  - T. vespertilionis

- Trypanosoma brucei klad – składający się z następujących gatunków[24]:
  - T. b. brucei
  - T. b. rhodesiense
  - T. b. gambiense
  - T. evansi
  - T. equiperdum
  - T. congolense
  - T. godfreyi
  - T. simiae
  - T. vivax

Większość pasożytów z tego kladu jest przenoszone poprzez muchówki z rodzaju tse-tse.
- T. lewisi klad – składa się z następujących gatunków[21]:
  - T. microti
  - T. lewisi
  - T. nabiasi

Wszystkie trypanosomy z tego kladu są przenoszone poprzez muchy.
- Aquatics klad – należą tutaj gatunki izolowane z krwi ryb morskich i słodkowodnych, płazów oraz pijawek[2].

Składa się z następujących gatunków:
- - T. cobitis
  - T. carassii
  - T. boissoni
  - T. triglae
  - T. binney
  - T. rotatorium 
  - T. therezieni
  - T. mega

- Lizard clad – składający się z następujących gatunków[21]:
  - Trypanosoma varani
  - Trypanosoma scelopori